# 杜祖貽
杜祖貽，BBS（1936年7月9日—），美籍華人，香港教育家、前美國密西根大學教育學系教授、系主任兼研究科學家。他是英國劍橋大學 Wolfson 學院海外院士，曾出任香港中文大學教育講座教授及香港中文大學教育學院院長（1979年至1989年）。

## 背景
杜祖貽祖籍福建省廈門市同安，生於香港，家境富裕，祖父為旅港福建商會之創辦人杜四端，母親歐陽傑芳為一名教師，有2弟1妹（其中一弟杜祖貺曾是俄亥俄州立大學電腦研究中心數學組副研究員）。他早年在香港島跑馬地黃泥涌道155號的住宅成長，曾就讀崇蘭中學附屬小學（1948年小六）及崇蘭中學（1951年中三），後在香港培英中學修畢中四課程，中五轉讀金文泰中學。他在1954年於金文泰中學完成舊制中文中學中六年級課程（於同年中文中學會考中取得歷史科「良」等成績），1956年畢業於葛量洪教育學院。其後入讀香港中文大學聯合書院社會學系，並於1959年畢業。
1962年，杜祖貽遠赴美國深造西方哲學及教育行政。翌年再取得聖路易斯華盛頓大學文科碩士學位。他在1964年至1967年間出任南伊利諾大學講師，於1967年在南伊利諾大學杜威研究中心以美國實驗主義民主教育理論的論文獲頒哲學博士學位，未幾他任教於聖公會基恩小學。1967年被聘任為密西根大學教育學學系助理教授，1972年升為副教授，1976年晉升為教授，3年之後離任，且出任香港中文大學教育學院講座教授兼院長至1989年離任。期間於1981年開始出任肯特州立大學教育學系教授。之後在1990年，杜祖貽與香港香海蓮社、前香港行政局及立法局議員王澤長、前香港教育署署長及教育統籌司梁文建以及香港大學文學院前院長李鍔等人為紀念曾璧山居士對香港社會作出貢獻而籌辦曾璧山中學，以繼續發揚其崇高的教育理想。至1996年12月1日，杜祖貽出任香港中文大學家庭醫學系教育學講座教授。
為表揚杜祖貽積極支持和促進香港公共圖書館服務的發展，香港特別行政區政府在2006年向他授予銅紫荊星章。另一方面，他曾負責有關香港傷殘人士及特殊教育援助法的法律修訂工作（即擔任醫院管理局康復發展協調委員會委員）和獲香港及海外學府或大學聘任為榮譽教授、北京中國高等教育學會理事、美國加利福尼亞大學學術評審委員、新加坡國立大學 Ruth Wong博士紀念講座講師、香港教育委員會委員（1980年起）、北京大學、北京師範大學、清華大學等校榮譽教授、客席教授、顧問教授，還有香港教育研究學會榮譽顧問、漢基國際學校校董。近年，他以華僑大學校董的身份協助建立四端文物館，又計劃傑出華人科學家講座和推動華人之間的文化與藝術交流，以就學校通識教育有關課題進行交流。而現時，他是英國 Royal Society of Biology 刊物《Journal of Bio-Education》的其中一位編輯者，亦是香港大學李嘉誠醫學院及心理學系的榮譽教授以及香港福建中學（小西灣）的校董。

## 個人生活
杜祖貽已婚，與妻子黃氏（Patricia）於1967年在夏威夷共諧連理，婚後育有2名子女。

## 著作
- 1993年8月：《西方社會科學理論的移植與應用》
- 1996年：《哲學、文化與教育》
- 1997年：《社會科學的科學本質》
- 1997年至1999年：《中國文學古典精華》
- 2000年5月：《香港教育的過去與未來》
- 2004年：《中醫學文獻精華》
- 2005年：《腦神經科學與教育：中英語文教學研究計劃》
- 2006年9月：《哲學、文化與教育》(增訂本)
- 2006年：《中醫養生學精華》
- 2007年1月：《教育學詞彙(英中名詞對照)》
- 2007年：《醫療與保健》(第四版)
- 2007年3月：《中醫救治術精華》

## 外部連結
- 杜祖貽教授 （页面存档备份，存于）
- Professor Cho-Yee, To
- 杜四端文史獎學金
- 香港人香港史 - 劉智鵬〈杜四端─香港閩籍僑商的先驅者（1）〉，am730，2012年4月5日 （页面存档备份，存于）